# Arena (2011)
Arena ist ein US-amerikanischer Actionfilm aus dem Jahr 2011.

## Handlung
Der Film handelt von David Lord, einem Feuerwehrmann und Sanitäter, der bei einem Autounfall seine schwangere Frau verliert. In seiner Trauer gerät er in eine Bar, wo er von der mysteriösen Milla angesprochen, betäubt und entführt wird. David erwacht in einem Gefängnis und findet heraus, dass er Teil einer illegalen Internet-Show namens „Death Games“ geworden ist, in der Entführte in einer modernen Gladiatorenarena auf Leben und Tod gegeneinander kämpfen müssen. Die Kämpfe werden live im Internet übertragen und von einem internationalen Publikum verfolgt.
Hinter der Organisation steht der skrupellose Logan (gespielt von Samuel L. Jackson), der David anbietet, nach zehn gewonnenen Kämpfen freizulassen. Sein letzter Gegner soll der „Executioner“ Kaden sein, der gefährlichste Kämpfer der Arena. Während David ums Überleben kämpft, entwickelt sich eine Beziehung zwischen ihm und Milla, die ihn ursprünglich in die Falle gelockt hat. David wird mehrfach schwer verletzt, kann aber mit Hilfe von Milla weitermachen.
Im Laufe der Handlung stellt sich heraus, dass David nicht zufällig in die Arena geraten ist: Er ist ein Undercover-Agent der Regierung, der die Organisation von innen heraus auffliegen lassen soll.

## Produktion und Veröffentlichung
Der Film wurde als Direct-to-Video-Produktion veröffentlicht und erschien 2011 auf DVD und Blu-ray. Das Produktionsland sind die Vereinigten Staaten, die Originalsprache ist Englisch.

## Rezeption
Arena (2011) erhielt überwiegend negative Kritiken. Kritiker bemängelten vor allem die schwache Handlung, die einfache Inszenierung und die wenig überzeugenden schauspielerischen Leistungen. Trotz der prominenten Besetzung, insbesondere Samuel L. Jackson, wurde der Film als typisches B-Action-Spektakel mit wenig Originalität und Tiefe eingestuft. Die Kampfszenen und die explizite Gewalt wurden häufig als übertrieben und wenig spannend empfunden.
Auf der Internet Movie Database (IMDb) erreichte der Film eine durchschnittliche Bewertung von 4,7 von 10 Punkten. Zuschauer lobten gelegentlich die technische Umsetzung und den Unterhaltungswert für Fans von Actionfilmen, kritisierten jedoch meist das niedrige Niveau und die fehlende Spannung. Insgesamt konnte Arena weder Kritiker noch das breite Publikum überzeugen.